# Peter Ebdon/Erfolge

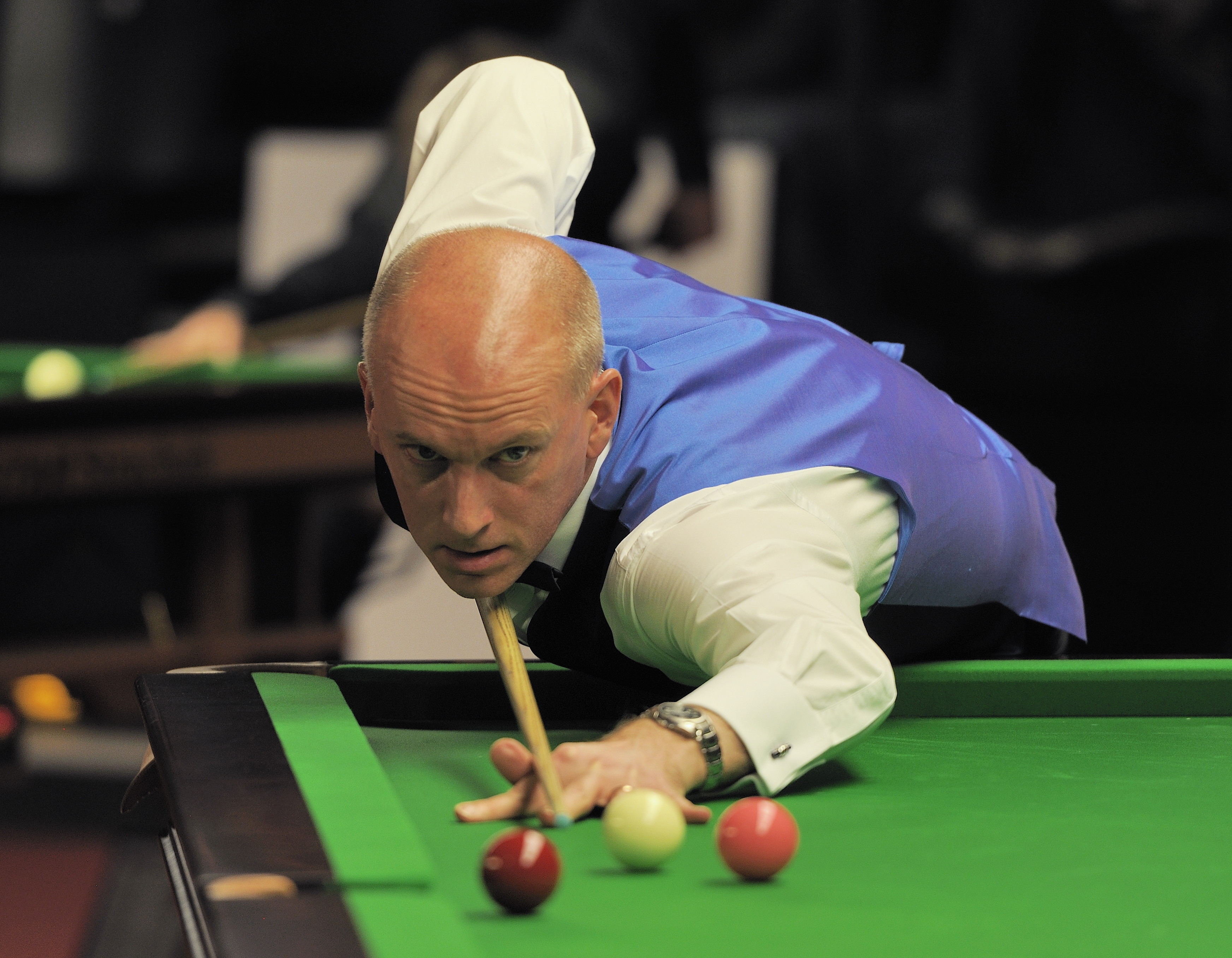
Peter Ebdon beim German Masters 2014

Diese Liste führt die Erfolge des Snookerspielers Peter Ebdon auf. Der Engländer Ebdon war von 1991 bis 2020 Profispieler und gewann in dieser Zeit neun Ranglistenturniere, darunter auch die beiden Triple-Crown-Turniere Snookerweltmeisterschaft 2002 und UK Championship 2006.
Ebdon wurde 1970 in London geboren und wurde Mitte der 1980er-Jahre zu einem der führenden Amateurspieler seiner Zeit. Während seiner Amateurzeit gewann er unter anderem die Pontins Spring Open 1989 und die Amateurweltmeisterschaft 1990, bevor der damals durch sein unkonventionelles Aussehen bekannte Ebdon zur Saison 1991/92 Profispieler wurde. Schnell stellten sich die ersten Erfolge ein und binnen weniger Jahre gehörte er zur Weltspitze. Schon beim Grand Prix 1993 gewann er sein erstes Profiturnier, zahlreiche weitere Titel folgten in den nächsten Jahren. 1996 erreichte er das Finale der Snookerweltmeisterschaft, verlor aber gegen Stephen Hendry. Wenige Jahre später fiel er zeitweise aus den Top 10 heraus, doch er kehrte am Anfang der 2000er-Jahre in diese zurück. 2002 gelang ihm schließlich mit dem Gewinn der Snookerweltmeisterschaft sein größter Erfolg, der ihn auf Platz 3 der Weltrangliste führte.
Der zu jener Zeit für seine sehr durchdachte Spielweise bekannte und teilweise auch gefürchtete Ebdon fiel trotz einiger weiterer großer Erfolge wie dem Sieg bei der UK Championship 2006 und dem Vize-Weltmeistertitel im selben Jahr auf der Weltrangliste zurück. Zwar konnte er sich bis 2009 noch in den Top 10 halten, musste dann aber sukzessive Verluste auf der Weltrangliste hinnehmen. 2012 gewann er mit den China Open seinen letzten großen Titel. In den folgenden Jahren erreichte er nur noch zwei weitere Endspiele auf Profiebene und belegte zeitweise auf der Weltrangliste sogar Platz 55, bis er zur Saison 2019/20 in die Top 50 zurückkehrte. Im April 2020 gab er schließlich wegen gesundheitlicher Probleme das Ende seiner Karriere bekannt.

## Ranglistenpositionen und Erfolge bei der Triple Crown
Diese Liste zeigt die Ranglistenpositionen von Peter Ebdon während seiner Karriere und das Abschneiden in den Triple-Crown-Turnieren, wobei die jeweiligen Ausgaben der Turniere sowie die jeweiligen Weltranglisten verlinkt sind.
| Turnier                          | 1991/ 92 | 1992/ 93 | 1993/ 94 | 1994/ 95 | 1995/ 96 | 1996/ 97 | 1997/ 98 | 1998/ 99 | 1999/ 2000 | 2000/ 01 | 2001/ 02 | 2002/ 03 | 2003/ 04 | 2004/ 05 | 2005/ 06 | 2006/ 07 | 2007/ 08 | 2008/ 09 | 2009/ 10 | 2010/ 11 | 2011/ 12 | 2012/ 13 | 2013/ 14 | 2014/ 15 | 2015/ 16 | 2016/ 17 | 2017/ 18 | 2018/ 19 | 2019/ 20 | Gesamt TS / TN |
| -------------------------------- | -------- | -------- | -------- | -------- | -------- | -------- | -------- | -------- | ---------- | -------- | -------- | -------- | -------- | -------- | -------- | -------- | -------- | -------- | -------- | -------- | -------- | -------- | -------- | -------- | -------- | -------- | -------- | -------- | -------- | -------------- |
| \| Weltrangliste WRL \| AP EP \| | –        | 47       | 21       | 10       | 10       | 3        | 5        | 7        | 13         | 12       | 7        | 3        | 7        | 8        | 7        | 7        | 6        | 9        | 14       | 18 13    | 13 20    | 20 30    | 30 25    | 25 31    | 31       | 31 40    | 40 55    | 55 47    | 47 –     | Gesamt TS / TN |
| Triple-Crown-Turniere            |          |          |          |          |          |          |          |          |            |          |          |          |          |          |          |          |          |          |          |          |          |          |          |          |          |          |          |          |          |                |
| UK Championship                  | QR       | R1       | R2       | HF       | F        | R1       | R2       | R1       | R1         | AF       | VF       | HF       | AF       | AF       | AF       | S        | R1       | AF       | AF       | R1       | QR       | QR       | R1       | R3       | AF       | R1       | R2       | R2       | R2       | 1 / 29         |
| Masters                          | –        | –        | VF       | HF       | AF       | VF       | AF       | AF       | AF         | VF       | VF       | AF       | VF       | HF       | VF       | AF       | VF       | AF       | VF       | VF       | –        | –        | –        | –        | –        | –        | –        | –        | –        | 0 / 18         |
| Weltmeisterschaft                | VF       | R1       | R1       | VF       | F        | R1       | VF       | R1       | R1         | VF       | S        | VF       | R1       | HF       | F        | AF       | VF       | R1       | R1       | R1       | R1       | R1       | QR       | QR       | R1       | R1       | QR       | QR       | –        | 1 / 28         |
| Weltrangliste WRL                | AP EP    |          |          |          |          |          |          |          |            |          |          |          |          |          |          |          |          |          |          |          |          |          |          |          |          |          |          |          |          |                |

| Legende | Legende                               |
| ------- | ------------------------------------- |
| S       | Sieger                                |
| F       | Finalist                              |
| HF      | Halbfinalist                          |
| VF      | Viertelfinalist                       |
| AF      | Achtelfinalist                        |
| LX      | Niederlage in der Runde der letzten X |
| RX      | Niederlage in Runde X                 |
| WR      | Niederlage in der Wildcardrunde       |
| QR      | Niederlage in der Qualifikation       |
| NQ      | Nicht qualifiziert                    |
| –       | nicht teilgenommen                    |
| –       | keine Weltranglistenplatzierung       |
| n. a.   | nicht ausgetragen                     |
| k. R.   | keine Rangliste                       |
| TS / TN | Turniersiege / Teilnahmen             |
| AP      | Ranglistenposition am Saisonbeginn    |
| EP      | Ranglistenposition am Saisonende      |

## Übersicht über die Finalteilnahmen
Ebdon stand während seiner Karriere bei mindestens 30 Turnieren im Finale; von diesen Turnieren gewann er 18. Darunter sind auch fünf Finalteilnahmen bei Turnieren der Triple Crown, wo er zweimal siegreich war.

### Ranglistenturniere

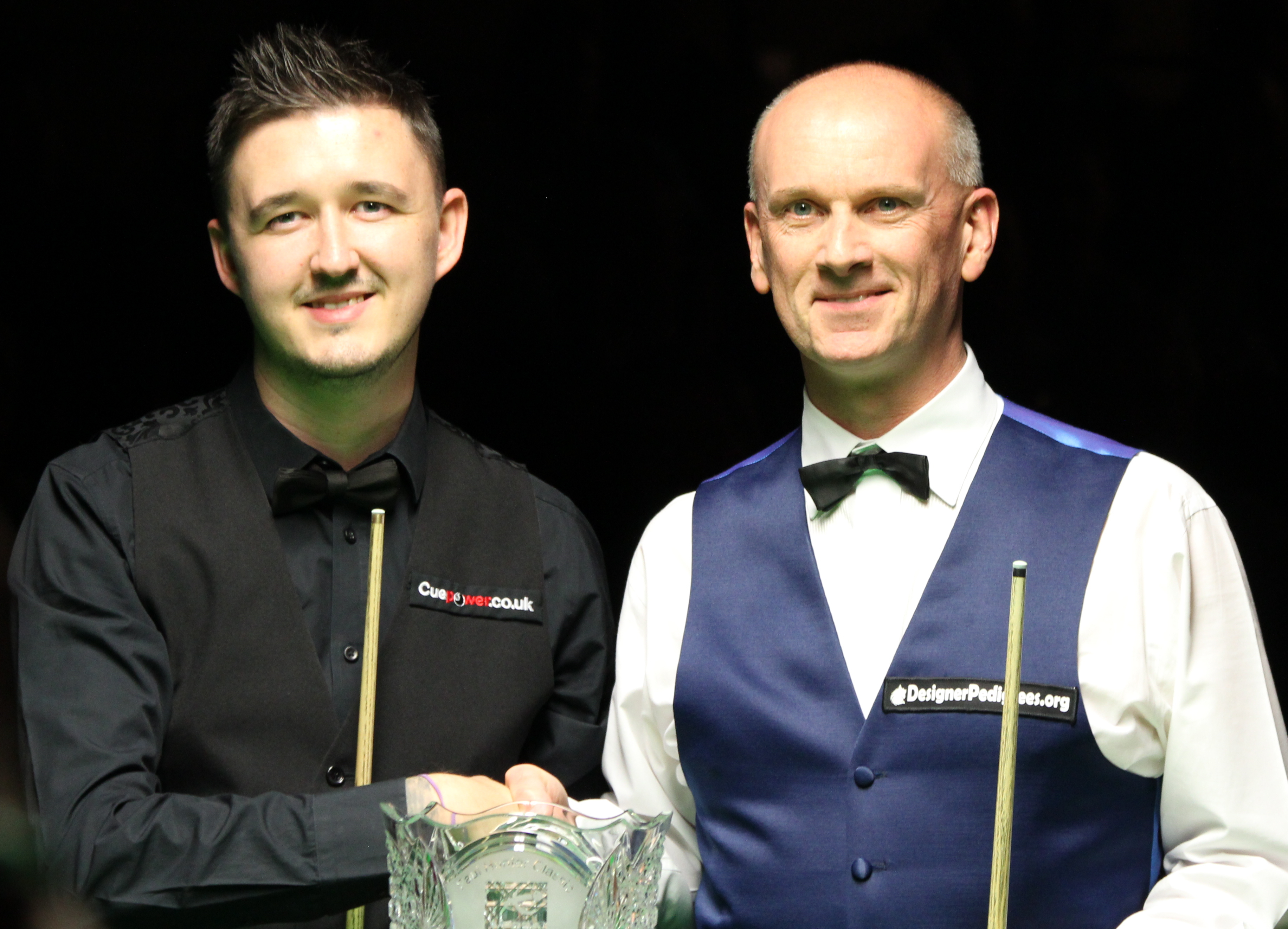
Kyren Wilson und Ebdon beim Finale des Paul Hunter Classic 2018

Während seiner Karriere erreichte Ebdon achtzehn Mal das Endspiel eines Ranglistenturnieres, wovon er mit neun Spielen genau die Hälfte gewinnen konnte. Darunter sind auch seine drei WM-Endspiele sowie zwei Endspiele bei der UK Championship.
Farbbedeutungen: Turnier der Triple Crown
| Ergebnis | Jahr | Turnier                    | Gegner im Finale | Endstand |
| -------- | ---- | -------------------------- | ---------------- | -------- |
| Sieger   | 1993 | Grand Prix                 | Ken Doherty      | 9:6      |
| Finalist | 1994 | Dubai Classic              | Alan McManus     | 6:9      |
| Finalist | 1995 | UK Championship            | Stephen Hendry   | 3:10     |
| Finalist | 1996 | European Open              | John Parrott     | 7:9      |
| Finalist | 1995 | Snookerweltmeisterschaft   | Stephen Hendry   | 12:18    |
| Sieger   | 1997 | Thailand Open              | Nigel Bond       | 9:7      |
| Finalist | 1999 | British Open               | Stephen Hendry   | 5:9      |
| Sieger   | 2000 | British Open               | Jimmy White      | 9:6      |
| Sieger   | 2001 | Scottish Open              | Ken Doherty      | 9:7      |
| Finalist | 2001 | LG Cup                     | Stephen Lee      | 4:9      |
| Sieger   | 2002 | Snookerweltmeisterschaft   | Stephen Hendry   | 18:17    |
| Sieger   | 2004 | Irish Masters              | Mark King        | 10:7     |
| Finalist | 2006 | Snookerweltmeisterschaft   | Graeme Dott      | 14:18    |
| Sieger   | 2006 | UK Championship            | Stephen Hendry   | 10:6     |
| Sieger   | 2009 | China Open                 | John Higgins     | 10:8     |
| Sieger   | 2012 | China Open                 | Stephen Maguire  | 10:9     |
| Finalist | 2012 | Australian Goldfields Open | Barry Hawkins    | 3:9      |
| Finalist | 2018 | Paul Hunter Classic        | Kyren Wilson     | 2:4      |

### Einladungsturniere
Bei Einladungsturnieren stand Ebdon insgesamt fünfmal im Finale und er konnte diese mit drei Siegen auch mehrheitlich für sich entscheiden.
| Ergebnis | Jahr | Turnier          | Gegner im Finale | Endstand |
| -------- | ---- | ---------------- | ---------------- | -------- |
| Sieger   | 1995 | Irish Masters    | Stephen Hendry   | 9:8      |
| Finalist | 1995 | Scottish Masters | Stephen Hendry   | 5:9      |
| Sieger   | 1995 | Malta Grand Prix | John Higgins     | 7:4      |
| Sieger   | 1996 | Scottish Masters | Alan McManus     | 9:6      |
| Finalist | 2002 | Irish Masters    | John Higgins     | 3:10     |

### Non-ranking-Turniere
Bei sogenannten Non-ranking-Turnieren, also Turnieren, die de facto Einladungsturniere waren, aber nicht so hießen, stand Ebdon ein einziges Mal im Finale; das Spiel gewann er auch.
| Ergebnis | Jahr | Turnier              | Gegner im Finale | Endstand |
| -------- | ---- | -------------------- | ---------------- | -------- |
| Sieger   | 1995 | Pontins Professional | Ken Doherty      | 9:8      |

### Amateurturniere (Auswahl)
Ebdon gewann während seiner Karriere eine Vielzahl von Amateurturnieren. Eine Auswahl von sechs Finalteilnahmen bei wichtigen Amateurturnieren findet sich im Folgenden:
| Ergebnis | Jahr | Turnier                           | Gegner im Finale | Endstand |
| -------- | ---- | --------------------------------- | ---------------- | -------- |
| Sieger   | 1989 | Pontins Spring Open               | Ken Doherty      | 7:4      |
| Sieger   | 1990 | Dutch Open                        | Tony Knowles     | 6:4      |
| Sieger   | 1990 | IBSF U21-Snookerweltmeisterschaft | Oliver King      | 11:9     |
| Finalist | 1995 | Pontins Spring Open               | Mark Williams    | 4:7      |
| Sieger   | 2015 | Vienna Open                       | Mark King        | 5:3      |
| Sieger   | 2016 | Vienna Open                       | Mark Davis       | 5:1      |